# Сульов (обец Сульов-Градна)
Сульов — (словац. Súľov), село (обец) в складі Окресу Битча розташоване в Жилінському краї Словаччини. Перша згадка про село датована 1193 роком. Є базовим селом в обці Сульов-Градна. 
Обец Сульов розташований в історичному регіоні Словаччини — Стажовських гір (Strážovských vrchoch) в їх південно-західній частині в масиві Суловських скель орієнтовне розташування — супутникові знімки [Архівовано 25 серпня 2011 у WebCite]. Обец розтягнувся по всій долині Граднянського потоку проживає в ньому 670 мешканців. Розміщений орієнтовно на висоті в 360 метрів над рівнем моря, відоме своїми природними, рекреаційними ресурсами, а також рудним кар'єром, входить до складу Суловсько-граднянського природного парку. В обці розташовані численні історичні пам'ятки, але найбільш визначальним цієї місцини є туристична принада — Сульовські скелі, котрі відомі за межами самої Словаччини. З Сульовою пов'язані: філософ Кріштоф Акаї (Krištof Akai), просвітитель Ян Чернянський (Ján Čerňanský) та словацька популярна співачка Зузана Сматанова.

## Пам'ятки
Найвідоміші історичні пам'ятки Сульови:
- Руїни фортечні (побудованого орієнтовно в 15 столітті)
- Костел епохи Ренесансц (1592—1594)
- Костел римо-католицький (характерний епосі Ренесансу, змурований в 1616 року)
- Костел євангелістів (побудований з середини 19 століття)